# Kanadische Cricket-Nationalmannschaft in den Vereinigten Staaten in der Saison 2023/24
Die Tour der kanadischen Cricket-Nationalmannschaft in den Vereinigten Staaten in der Saison 2023/24 fand vom 7. bis zum 13. April 2024 statt. Die internationale Cricket-Tour war Bestandteil der Internationalen Cricket-Saison 2023/24 und umfasste fünf Twenty20s. Die Vereinigten Staaten gewannen die Serie 4–0.

## Vorgeschichte
Für die Vereinigten Staaten war es die erste Tour der Saison, während Kanada zuvor eine Tour gegen Nepal spielte. Das letzte Aufeinandertreffen der beiden Mannschaften fand an der ICC Cricket World Cup Qualifier Play-off 2023 in Namibia statt.

## Stadion
Das folgende Stadion wurde für die Tour als Austragungsorte vorgesehen.
| Stadion                      | Stadt        | Kapazität | Spiele      |
| ---------------------------- | ------------ | --------- | ----------- |
| Prairie View Cricket Complex | Prairie View | 10.000    | 1. – 5. T20 |

## Kaderlisten
Die Vereinigten Staaten benannte seinen Kader am 29. März 2024.
| Twenty20 | Twenty20 |
| Vereinigte Staaten | Kanada |
| --- | --- |
| - Monank Patel (K, wk) - Aaron Jones (VK) - Corey Anderson - Andries Gous (wk) - Nosthush Kenjige - Milind Kumar - Nitish Kumar - Saurabh Netravalkar - Nisarg Patel - Usman Rafiq - Gajanand Singh - Harmeet Singh - Jessy Singh - Steven Taylor - Shadley van Schalkwyk | - Saad Bin Zafar (K) - Dilpreet Bajwa - Uday Bhagwan - Navneet Dhaliwal - Nikhil Dutta - Dilon Heyliger - Aaron Johnson - Rishiv Joshi - Ammar Khalid - Nicholas Kirton - Parveen Kumar - Shreyas Movva (wk) - Pargat Singh - Harsh Thaker - Srimantha Wijeratne (wk) |

## Twenty20 Internationals

### Erstes Twenty20 in Prairie View
| 7. April Scorecard | Prairie View | Kanada 132 (20)                          | – | Vereinigte Staaten 133-4 (17.3) |
|                    |              | Vereinigte Staaten gewinnt mit 6 Wickets |   |                                 |

Die Vereinigte Staaten gewannen den Münzwurf und entschieden sich als Feldmannschaft zu beginnen. Als Spieler des Spiels wurde Nosthush Kenjige ausgezeichnet.

### Zweites Twenty20 in Prairie View
| 9. April Scorecard | Prairie View | Vereinigte Staaten 230-3 (20)          | – | Kanada 199 (19.4) |
|                    |              | Vereinigte Staaten gewinnt mit 31 Runs |   |                   |

Kanada gewann den Münzwurf und entschied sich als Feldmannschaft zu beginnen. Als Spieler des Spiels wurde Monank Patel ausgezeichnet.

### Drittes Twenty20 in Prairie View
| 10. April Scorecard | Prairie View | Vereinigte Staaten | – | Kanada |
|                     |              | Spiel abgesagt     |   |        |

Spiel wurde auf Grund von Regenfällen abgesagt.

### Viertes Twenty20 in Prairie View
| 12. April Scorecard | Prairie View | Vereinigte Staaten 159-6 (20)          | – | Kanada 145-6 (20) |
|                     |              | Vereinigte Staaten gewinnt mit 14 Runs |   |                   |

Kanada gewann den Münzwurf und entschied sich als Feldmannschaft zu beginnen. Als Spieler des Spiels wurde Harmeet Singh ausgezeichnet.

### Fünftes Twenty20 in Prairie View
| 13. April Scorecard | Prairie View | Kanada 168-5 (20)                        | – | Vereinigte Staaten 169-6 (19.4) |
|                     |              | Vereinigte Staaten gewinnt mit 4 Wickets |   |                                 |

Kanada gewann den Münzwurf und entschied sich als Schlagmannschaft zu beginnen. Als Spieler des Spiels wurde Nitish Kumar ausgezeichnet.

## Auszeichnungen

### Player of the Series
Als Player of the Series wurden der folgende Spieler ausgezeichnet.
| Serie    | Player of the Series |
| -------- | -------------------- |
| Twenty20 | Harmeet Singh        |

### Player of the Match
Als Player of the Match wurden die folgenden Spieler ausgezeichnet.
| Spiel       | Player of the Match |
| ----------- | ------------------- |
| 1. Twenty20 | Nosthush Kenjige    |
| 2. Twenty20 | Monank Patel        |
| 3. Twenty20 | –                   |
| 4. Twenty20 | Harmeet Singh       |
| 5. Twenty20 | Nitish Kumar        |